# 井上英里香
井上 英里香（いのうえ えりか、1985年10月30日 - ）は、日本のフリーアナウンサー。トークナビ所属。

## 来歴
長野県出身。長野県立須坂高等学校、フェリス女学院大学文学部コミュニケーション学科卒業。
2009年からタレントユニオン所属のフリーアナウンサーとして活動した後、2010年から2012年まで四国放送 (JRT) に勤務。その後は、再びタレントユニオン所属のフリーアナウンサーとして活動していた。
2021年1月1日、同じくフリーアナウンサーとして活動中の堂前英男と2020年10月30日に結婚し、また妊娠をしたことをSNSで公表した。
樋田かおりが設立したトークナビに所属し、企業研修や就職活動の面接指導などを行っている。

## 出演

### テレビ番組
- 平成教育学院☆放課後（BSフジ）
- SmaSTATION!!（テレビ朝日） - イメージモデル
- エンタの神様（日本テレビ） - アイドル審査員 役
- 夢いっぱい!東京ディズニーリゾート（CS） - リポーター
- ナイスルッキング（YOUテレビ） - ナビゲーター
- おはようとくしま プラス（四国放送） - メインキャスター
- タカガワゴルフ王国3（四国放送）
- BACHプラザ（テレビ埼玉） - オートレースリポーター、司会
- ハマナビ（テレビ神奈川） - リポーター
- 満足！トレンドナビ（BS-TBS） - リポーター
- まるごと府中（J:COM 東京） - キャスター
- 東葛調査隊！（J:COM 東関東） - リポーター
- ちば店覧ガイド（J:COM 千葉） - リポーター
- デイリーニュース（JCN 埼玉） - キャスター
- 千客万来ナイスなお店（JCN埼玉） - MA[注釈 1]
- Hometownたいとう（J:COM 台東） - リポーター
- 林家三平の日帰り彩前線（JCN 関東） - リポーター

### ラジオ番組
- 井上英里香の四季えりエリッ！（JRTラジオ） - パーソナリティ
- ラジオ広場 土曜ワイド徳島（JRTラジオ） - パーソナリティ
- くらしパレット（REDS WAVE） - パーソナリティ
- ヨコハマろはす 〜 FANCLクラシック（ラジオ日本） - インフォマーシャル担当

### ビデオパッケージ
- コットンUSA - ナビゲーター

### ウェブサイト
- バヤリース - MC

### 舞台
- THE FAMILY 絆 - ヒロイン 役

### CM
- カロリミット（ファンケル）
- ゲームデーアプリ（読売ジャイアンツ） - ナレーション
- 彩貴 - ナレーション[5]

### イベント
- ツール・ド・東北（河北新報社 / ヤフー） - 総合司会（2014年・2015年[6]）

### その他
- ピンゴルフジャパン忘年会司会[7]